# Gregory Schaken
Gregory Schaken (Rotterdam, 23 februari 1989) is een Nederlands voormalig profvoetballer die als middenvelder of aanvaller speelt.

## Carrière
Hij is afkomstig uit de Ajax jeugd. In april 2008 maakte hij zijn debuut voor FC Utrecht in de met 3-1 verloren wedstrijd tegen Feyenoord. In zijn jeugd speelde hij voor Geuzen Middenmeer en Zeeburgia. Hierna verhuisde hij naar de Ajax opleiding. In het seizoen 2009/2010 kwam Schaken op huurbasis uit voor Telstar, evenals ploeggenoot André Krul. Hierna volgden omzwervingen bij achtereenvolgens RVVH, FC Chabab en OFC Oostzaan. Per 1 juli 2015 staat staat hij onder contract bij Zeeburgia, waar hij eerder al in de jeugd actief was. In 2018 ging hij naar HSV De Zuidvogels en in 2020 naar SV Hoofddorp.